# أنظمة بوروز الكبيرة

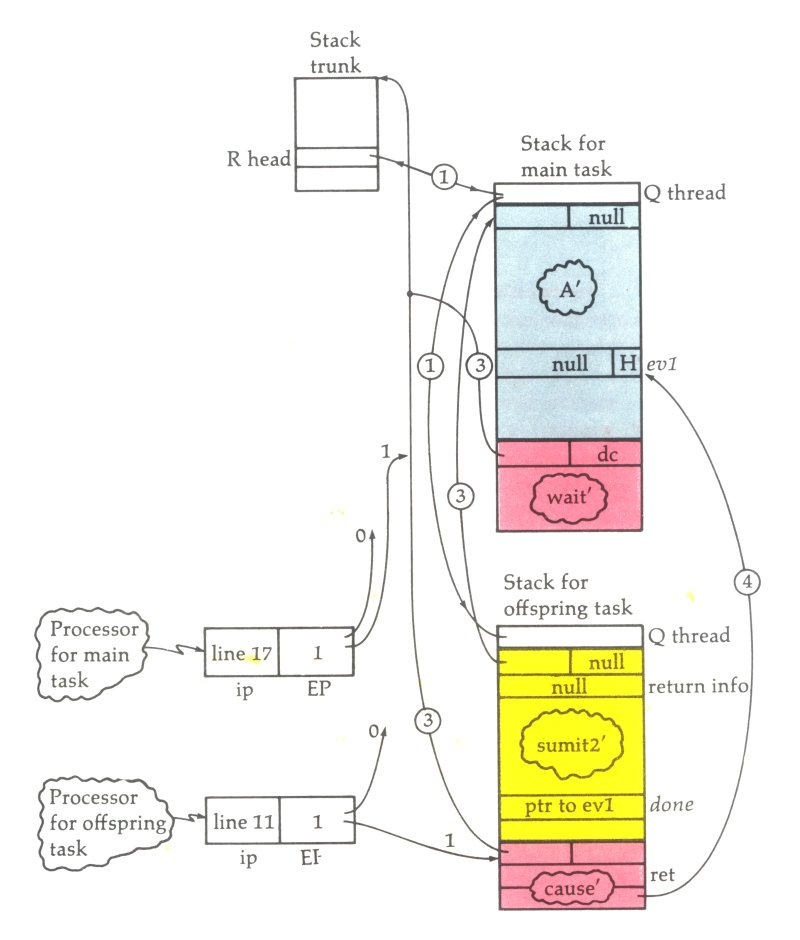
أقسام مع هياكل خطوط إنتاج مختلفة جدًا لأنظمة الكمبيوتر التجارية ذات المستوى العالي والمتوسط والمبتدئ

في 1970، تم تنظيم شركة بوروز (Burroughs Corporation) في ثلاثة أقسام مع هياكل خطوط إنتاج مختلفة جدًا لأنظمة الكمبيوتر التجارية ذات المستوى العالي والمتوسط والمبتدئ. نما خط إنتاج كل قسم من مفهوم مختلف لكيفية تحسين مجموعة تعليمات الكمبيوتر للغات برمجة معينة. مجموعة بوروز للأنظمة الكبيرة صممت حواسيب كبيرة باستخدام مجموعات تعليمات آلة مكدس (Stack machine) مع المقاطع الكثيفة وكلمات البيانات 48 بت. أول تصميم من هذا القبيل كان بي 5000 في عام 1961. تم تحسينه لتشغيل ألغول 60 (ALGOL 60) بشكل جيد للغاية، باستخدام مترجمات بسيطة. تطور هذا النظام إلي بي 5500. تتضمن عمليات إعادة التصميم الرئيسية التالية خط بي 6500 / بي 6700 وخلفيته، وخط بي 8500 المنفصل. «أنظمة بوروز الكبيرة» تشير إلى جميع خطوط الإنتاج معاً، على النقيض من الأنظمة متوسطة الحجم (Burroughs Medium Systems) المحسنة لـ كوبول (بي 2000، بي 3000، بي 4000) أو الأنظمة الصغيرة (Burroughs B1700) المرنة (بي 1000).
كانت بوروز، التي تأسست في ثمانينيات القرن التاسع عشر، أقدم كيان يعمل باستمرار في مجال الحوسبة، ولكن بحلول أواخر الخمسينيات، كانت معداتها الحاسوبية لا تزال محدودة بأجهزة المحاسبة (Accounting machine) الكهروميكانيكية مثل «سينسيماتيك». على هذا النحو لم يكن لديها أي شيء للتنافس مع منافسيها التقليديين آي بي إم وشركة إن سي أر (NCR Corporation) الذين بدأوا في إنتاج أجهزة كمبيوتر كبيرة الحجم، أو مع يونيفاك (UNIVAC) المؤسسة حديثًا. في عام 1956، صنف جهاز بي 205 بأنه جهاز أنتجته شركة اشترتها حديثاً، وقد تم تصميم أول جهاز تم تطويره داخليًا، وهو بي 5000، في عام 1961، سعى ت شركة بوروز إلى معالجة دخولها المتأخر إلي السوق بإستراتيجية تصميم مختلفة تمامًا استناداً على أفكار الحوسبة الأكثر تقدمًا المتوفرة في ذلك الوقت. في حين أن معمارية بي 5000 ميتة، فقد ألهمت هذه المعمارية بي 6500 (و بي 6700 وبي 7700 اللاحقة). لا تزال أجهزة الكمبيوتر التي تستخدم هذه البنية في مرحلة الإنتاج مثل خوادم يونيسيس كليرباث ليبرا التي تعمل بإصدار مطور ومتوافق لنظام التشغيل بوروز أم سي بي (Burroughs MCP) الذي تم تقديمه لأول مرة مع بي 6700. لم يحقق الخط الثالث والأكبر بي 8500 نجاحًا تجاريًا. بالإضافة إلى تصميم معالجات سيموس الخاصة، تستخدم يونيسيس أيضًا معالجات إنتل زيون وتدير أنظمة التشغيل بوروز أم سي بي ومايكروسوفت ويندوز ولينكس على خوادم ليبرا الخاصة بها.